# Lertavle
Lertavler blev i Oldtidens Nærøsten brugt som skrivemedium især til kileskrift fra Bronzealderen og et godt stykke ind i Jernalderen.
Man anvendte en stylus, ofte af siv, til at udforme skriften i våde lertavler. Mange tavler blev lagt til luft- eller soltørring, hvilket gjorde at de var skrøbelige selv efter tørring. Disse tavler kunne blødgøres i vand, viskes rene og genbruges. Andre tavler blev brændt og blev derved hårde og holdbare. Samlinger af disse tavler blev til de første arkiver. Der er fundet titusindvis af lertavler i Mellemøsten, mange i stykker.